# فونتاندا، آندورا
فونتاندا، آندورا (به لاتین: Fontaneda, Andorra) یک فهرست شهرهای آندورا در آندورا با جمعیت ۹۸ نفر است که در سنت حولیا ده لوریا واقع شده‌است.